# Mezőlaborc
Mezőlaborc (szlovákul: Medzilaborce, ukránul: Міджілaбірцї) város Szlovákiában, az Eperjesi kerület Mezőlaborci járásában.

## Fekvése
Eperjestől 60 km-re északkeletre, a Laborc partján fekszik. Boró és Vidrány tartozik hozzá.

## Története
I. Lajos király 1347. január 7-én kelt oklevelében említik először, melyben a Drugeth család 92 birtoka között Mezőlaborcot is megemlíti. Településként 1543-ban „Kys Laborcz” néven a Drugethek homonnai uradalmának részeként említik először. Nem voltak kiváltságai, így nem tartozott a jelentősebb települések közé. 1557-ben 10 jobbágytelek volt itt. 1612-ben fűrésztelep és két malom működött a településen. 1631-ben alapították első élelmiszer kereskedését és vendéglőjét. 1684-től a Csákyak tulajdonában találjuk. 1715-ben két malma, 18 lakott és 39 lakatlan háza volt. A lakosság száma a 18. században gyorsan emelkedett, 1787-ben már 106 ház állt a településen 719 lakossal.

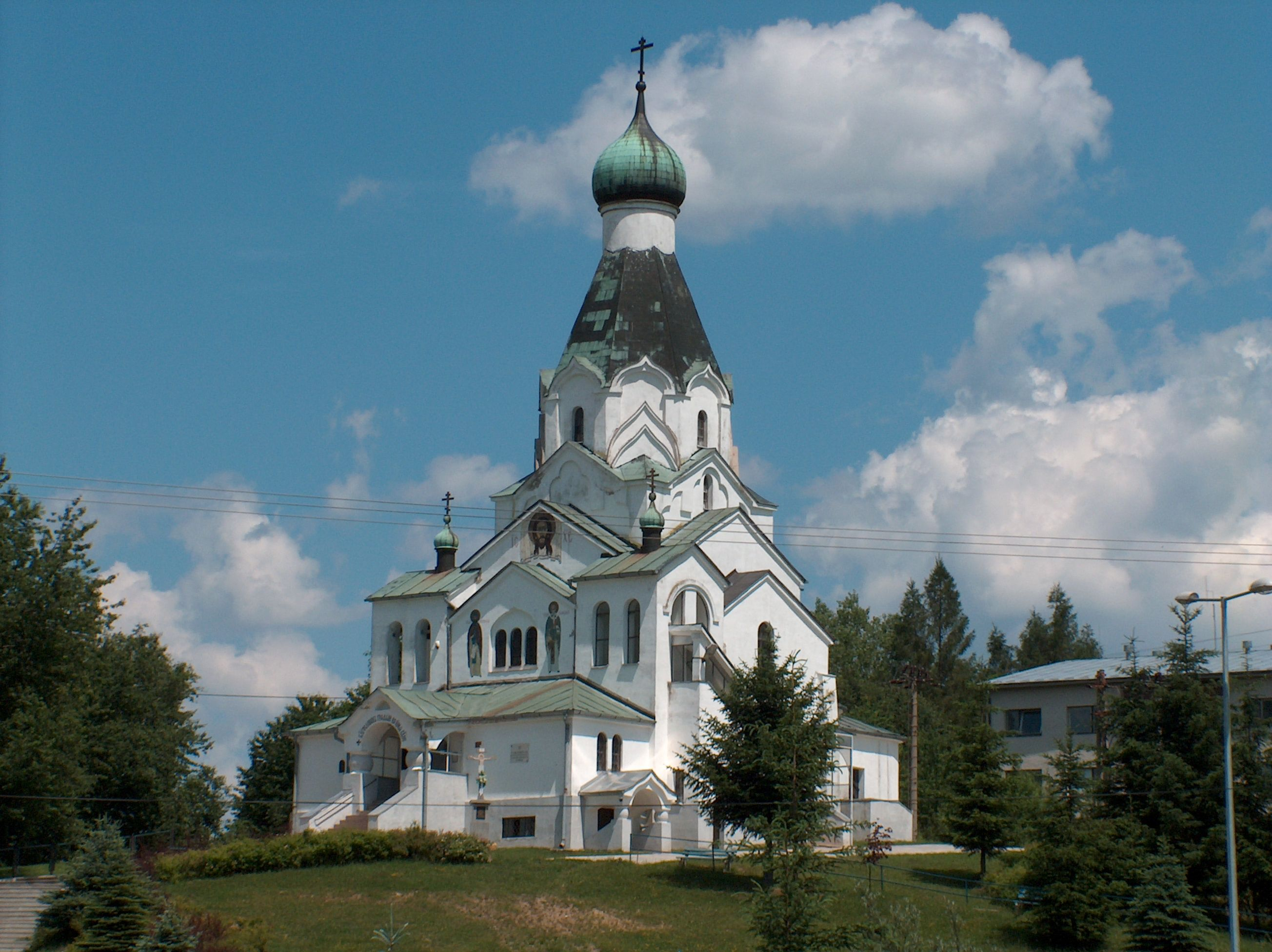
Az ortodox templom

A 18. század végén Vályi András így ír róla: „Mező Laborcz. Tót falu Zemplén Várm. földes Ura G. Csáki Uraság, lakosai ó hitűek, fekszik Sztropkónak, és Kraszni Brodnak szomszédságában, hegyes határja két nyomásbéli, zabot, kevés tatárkát, és krompélyt terem, erdeje van, szőlő nélkül szűkölködik, piatza Sztropkón.”
A 19. század első felétől az Andrássyak birtoka.
Fényes Elek 1851-ben kiadott geográfiai szótárában így ír a faluról: „Mező-Laborcz, orosz falu, Zemplén vmegyében, Papina fil. 12 római, 700 g. kath. 12 zsidó lak., 329 h. szántófölddel. F. u. gr. Csáky. Ut. p. Komarnyik.”
1851-ben 724 lakosa volt. 1860-ban Zemplén vármegye egyik közigazgatási központja lett. 1873-ban Mezőlaborc is bekapcsolódott a vasúti forgalomba. 1881-ben galíciai látogatása során átutazott rajta I. Ferenc József császár. 1885-ben az Andrássyak a Schöenfeld családnak adták zálogba. 1900-ban nagy tűzvész pusztított itt, melyben a templom kivételével az egész település leégett. 1910-ben járási székhely lett.
Borovszky Samu monográfiasorozatának Zemplén vármegyét tárgyaló része szerint: „Mezőlaborcz, ruthén kisközség a Laborcz völgyében, a gácsi határszélen. Körjegyzőségi székhely. Van 187 háza és 1333 gör. kath. vallású lakosa, de ez az utolsó népszámlálás eredménye, míg a mai tényleges állapot e lélekszámnak majdnem kétszeresét, vagyis 2324-et tünteti fel. A homonnai uradalom tartozéka volt és csak az újabb korban változtak a birtokosai, a mikor a gróf Csákyak lettek az urai. Most gróf Andrássy Gézának van itt nagyobb birtoka. Itt van a magyar királyi államvasutak egyik fontos határszéli állomása. A lakosok takarékpénztárt és hitelszövetkezetet tartanak fenn. A falubeli két templom közül a gör. kath. 1700 körül épült és 1878-ban alaposan javították. A róm. kath. templomot 1903-ban építették. Van itt, a vasúti állomáson kívül, posta és távíró is.”
1920 előtt Zemplén vármegye Mezőlaborci járásának székhelye volt.
Az első világháború idején az orosz csapatok 1915. február és május között állomásoztak a városban, ahol jelentős károkat okoztak. Az első csehszlovák köztársaság korszakát magas munkanélküliség jellemezte, ami kivándorlást okozott. A második világháború újabb rombolást hozott a városra. 1960-ig járási székhely volt, ekkor a homonnai járás részévé vált, majd 1996 óta ismét önálló járás székhelye.

## Népessége
| Év:            | 1994. | 2004.   | 2014.   | 2024.    |
| -------------- | ----- | ------- | ------- | -------- |
| Emberek száma: | 6646  | 6665    | 6703    | 5723     |
| Eltérés:       |       | +0,28 % | +0,57 % | -14,62 % |

| Év:            | 2023. | 2024.   |
| -------------- | ----- | ------- |
| Emberek száma: | 5747  | 5723    |
| Eltérés:       |       | -0,41 % |

1910-ben 1561-en lakták, ebből 677 ruszin, 501 német és 255 magyar anyanyelvű volt.
2001-ben 6741 lakosából 3803 szlovák, 2303 ruszin és 413 ukrán volt.
2011-ben 6809 lakosából 2560 szlovák, 2419 ruszin, 646 cigány és 210 ukrán volt.
2021-ben 5965 lakosából 13 (+1) magyar, 3504 (+292) szlovák, 118 (+308) cigány, 1669 (+1164) ruszin, 213 (+6) egyéb és 448 ismeretlen nemzetiségű volt.

## Neves személyek
- Itt született 1872-ben Ungerleider Mór magyar üzletember, filmgyáros, moziigazgató, producer, a magyar filmipar megalapítója.
- Itt született 1903-ban Orosz László pedagógus, iskolaigazgató, néprajzi valamint helytörténeti kutató és író.
- Itt született 1911. június 17-én Andreánszky István szociáldemokrata politikus.
- Itt született 1943-ban Ladislav Veliačik szlovák őskoros régész.

## Nevezetességei
- Nagy Szent Vazul tiszteletére szentelt, görögkatolikus temploma a 18. században épült klasszicista stílusban.
- Szűz Mária tiszteletére szentelt római katolikus temploma 1903-ban épült.
- A Szentlélek tiszteletére szentelt ortodox temploma 1949-ben épült.
- Andy Warhol Múzeum 1991-ben nyílt meg.

## Gazdaság és infrastruktúra
Mezőlaborc városában a legnagyobb hagyományai az üveg- és gépiparnak vannak.
Az üvegiparban 1970 óta a jabloneci cseh üveggyár leányvállalata működött, melynek alkalmazottainak száma elérte a 600 főt. A privatizációt követően az üzem megszűnt. A Glass LPS folytatja a 45 éves hagyományokkal rendelkező üveggyártást Mezőlaborcon és továbbra is gyártja a kristálycsillárokat és csiszolja a tartozékokat.
A gépipari termelést a városban a Transporta nevű gyár honosította meg, majd a Vihorlat vállalat folytatta, amelynek már 1200 alkalmazottja volt. A privatizáció és a gépipari válság hatására az üzem csődbe ment. A gépipari termelést a városban a Kovostroj és Labstroj üzemek folytatják.

### Jelentősebb munkáltatók

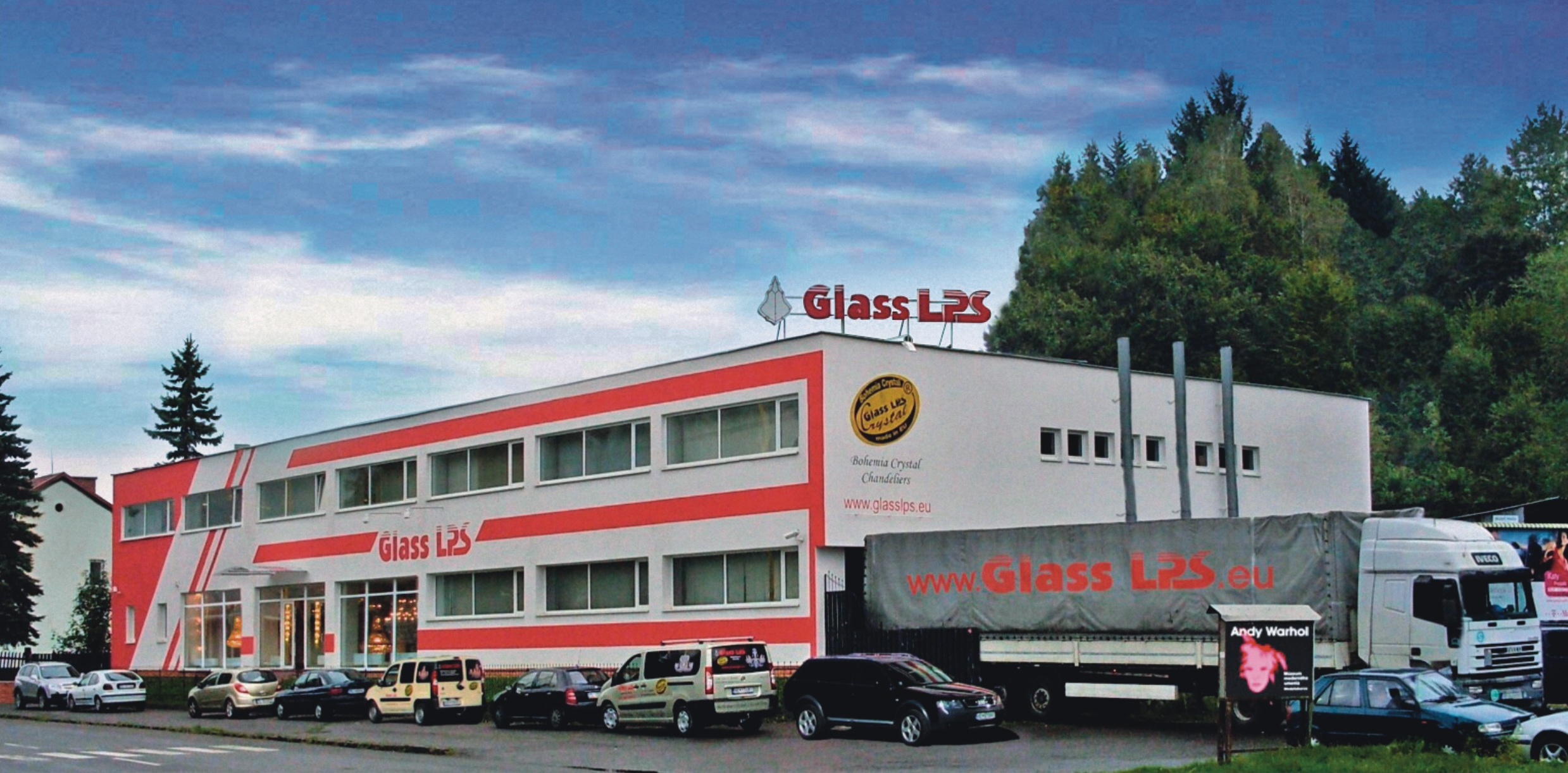
Glass LPS - kristály csillárok gyártója.

- Glass LPS s.r.o.
- Kovostroj a.s.
- Labstroj s.r.o.

### Foglalkoztatás
A Stropkovi Munkaügyi Hivatal 2009-ben arról számolt be, hogy a Mezőlaborci járásban a regisztrált munkanélküliségi ráta elérte a 20,10%-ot. 2012-ben a munkanélküliségi ráta már közel 23%.

## Testvérvárosok
- Náměšť nad Oslavou, Csehország
- Kozienice, Lengyelország